# Brug 791
Brug 791 is een vaste brug in Amsterdam Nieuw-West.
De brug voor voetgangers en fietsers is gelegd over de Bonhoeffersingel (vernoemd naar Dietrich Bonhoeffer). Zij verzorgt een doorgaande wandel- en fietsroute tussen de Letelierstraat (vernoemd naar Orlando Letelier) in de wijk Middelveldsche Akerpolder en Griendstraat in de wijk De Punt. Voor deze scheiding ontwierp architect N. Wijnmaalen, werkend voor de Dienst der Publieke Werken, een serie bruggen.
De bruggen in de serie die Wijnmaalen ontwierp kregen in de loop der jaren allemaal namen, waarbij vernoemd werd naar verzetsmensen of mensen die zich inspanden tegen politieke onderdrukking etc. Brug 791 heeft vooralsnog geen naam (gegevens 2020). 
<<< · 700 · 701 · 702 · 703 · 704 · 705 · 706 · 707 · 708 · 709 · 710 · 711 · 712 · 713 · 714 · 715 · 716 · 717 · 718 · 719 · 720 · 721 · 722 · 725 · 726 · 729 · 730-738 · 739 · 740 · 741 · 742 · 743 · 744 · 745 · 746 · 747 · 748 · 749 · 751 · 752 · 753 · 754 · 755 · 756 · 757 · 758 · 759 · 760 · 761 · 762 · 763 · 764 · 765 · 766 · 767 · 768 · 769 · 770 · 771 · 772 · 773 · 775 · 776 · 777 · 778 · 779 · 780 · 781 · 782 · 783 · 784 · 786 · 787 · 788 · 789 · 790 · 791 · 792 · 793 · 794 · 795 · 797 · >>>
Brugnummers  723, 724, 727, 728, 750, 774, 785, 796 (niet gerealiseerde brug over de Slotervaart), 798 en 799 zijn niet vergeven.